# 神本美恵子
神本 美恵子（かみもと みえこ、1948年〈昭和23年〉1月22日 - ）は、日本の政治家。立憲民主党所属の元参議院議員（3期）。中央選挙管理会委員、立憲民主党福岡県総支部連合会顧問。
選挙活動等においては「神本みえ子」と表記される場合が多い。日本教職員組合（日教組）中央執行委員教育文化局長、日本ユネスコ国内委員会委員、文部科学大臣政務官（野田内閣・野田改造内閣）などを歴任。

## 概要
福岡県朝倉郡出身。1970年3月、福岡教育大学教育学部卒業後、横浜市立下野谷小学校教諭になる。
筑紫野市立二日市東小学校教諭などを経て1991年6月福岡県教職員組合組織部執行委員・女性部長就任。同時期より連合福岡女性委員会副委員長を兼任し1995年まで連合福岡女性委員会で活動。その後、1996年から2001年まで日本教職員組合（日教組）中央執行委員。
2000年からは日本教職員組合中央執行委員教育文化局長を務めた。
2001年7月の第19回参議院議員通常選挙において民主党より比例区に立候補し初当選。
民主党に所属する他、日本民主教育政治連盟（日政連）に所属する。民主党における位置付けとしては旧社会党の流れを汲む横路グループに分類される。
参議院において内閣委員会、決算委員会、少子高齢社会に関する調査会、教育基本法に関する特別委員会の委員を務めた。民主党においては民主党男女共同参画推進本部事務局次長、民主党参議院比例区第31総支部代表を務める。地元は福岡であるが民主党福岡県連（民主党福岡県総支部連合会）には所属していない。
2005年9月11日の第44回衆議院議員総選挙で民主党は議席を「177」から「113」に減らし、9月12日、党代表の岡田克也は引責辞任を表明。岡田の辞任に伴う代表選挙（9月17日実施）では菅直人の推薦人に名を連ねた。
2007年7月の第21回参議院議員通常選挙に比例区で出馬し、再選。
2011年9月2日に発足した野田内閣で文部科学大臣政務官に就任し、2012年1月13日に発足した野田改造内閣でも留任したが、野田佳彦の任期満了により、2012年9月に行われた代表選挙では赤松広隆の推薦人に名を連ねていた。
2011年12月14日に日本軍『慰安婦』問題解決全国行動が開催した韓国水曜デモ1000回アクション in Tokyoに参加した。
2013年7月の第23回参議院議員通常選挙に比例区で出馬し、3選。
2016年1月、参議院内閣委員長に就任。
2017年10月末に希望の党に合流する前原誠司代表が、民進党の衆院選後の方針を決める立場にいることを反対して民進党代表の辞任を求めた。
2018年5月の民進党と希望の党による新党には参加せず、5月7日に民進党を離党、立憲民主党に入党を申請、翌8日の常任幹事会で入党が承認された。
2019年7月の第25回参議院議員通常選挙には、出馬せず引退。日教組の組織内候補の後継として前職の水岡俊一が立候補し当選。
引退後は立憲民主党福岡県総支部連合会の顧問を務める。
2022年4月に中央選挙管理会委員に就任（立憲推薦、任期は3年間）。

## 政策・思想・活動
- 2013年参院選 毎日新聞候補者アンケートによると
  - 憲法9条と共に憲法改正自体に反対。
  - 集団的自衛権の行使容認に反対。
  - 総理や閣僚は靖国参拝すべきでない。
  - 村山談話・河野談話は引き継ぐべきだ。
  - TPP交渉参加に反対。
  - 雇用の金銭解決に反対。
  - 最も重視する２国間関係は日米関係より日中関係。
  - 死刑制度に反対。
  - 年金は国民の負担を増やしても給付水準は維持すべき。
  - 安倍政権の経済政策「アベノミクス」で雇用や所得が増えると思わない。
  - 原発は日本に必要ない。
  - 外務大臣は英語が話せる人に限るべきではない。
  - 選挙権は18歳に引き下げるべき。
  - 自衛隊は軍隊である。
  - 2020年の東京オリンピックに反対。
  - 2013年の参院選から解禁されたネット選挙でも禁じられている有権者によるメールでの他の有権者への投票呼びかけを認めるべき。
  - 原発は再稼働・海外への輸出とも必要ないとしている[12]。

### 人権問題
- 人権擁護法案の成立を自身の公約としている[13]。
- 選択的夫婦別姓制度など民法改正を求める。「ライフスタイルに中立的な社会をつくる上でも重要であり、安心して子供を産み育てることができる社会につながる」と述べる[14]。
- 女性差別撤廃条約選択議定書の早期批准を求める[15]。

### 教育問題
- 慰安婦や強制連行問題について教科書から削除することに強く反対しており、この問題を子供たちにしっかりと教えるべきだと国に求めている[16]。
- ゆとり教育の支援者であり、ゆとり教育に対する批判については、ゆとり教育を支援するための教育条件の整備と教育予算の増額を行わなかった自民党政権の怠慢であると反論している[17]。
- 2006年に施行された教育基本法には強く反対している[18]。また、教育改革関連三法（学校教育法・教育職員免許法及び教育公務員法・地方教育行政の組織及び運営に関する法律）の改正にも反対運動をしていた[19]。
- 2010年4月から、朝鮮学校に対する高校無償化を求める要請行動を行っている[20]。
- アニメ・漫画・ゲームの表現について、児童ポルノの規制を適用するべく活動をしている[21]。

### 外交
- 戦後補償を考える議員連盟の副会長を務め、戦時性的強制被害者問題解決促進法案などの法整備の推進や恒久平和調査局設置法案の成立を自身の公約としている[13]。
- 2008年10月21日、今野東と共に731部隊の被害者を称する中国人たちと参議院議長の江田五月を引き合わせた[22]
- 2013年12月18日から20日に戦後補償を考える議員連盟の11名で三回目の訪韓団（団長:江田五月）を実行した。神本は「慰安婦問題は、過去ではなく、現在の問題と長官の認識に共感する。日本国内での紛争であり、性暴力の解決行動課題に慰安婦問題を含んでいうと努力している」と述べた[23][24][25]。

### 武力攻撃自体対処関連三法への反対
- 2003年6月13日、同月6日に行われた武力攻撃事態対処関連三法の参議院本会議における採決で、民主党が「賛成」の党議拘束を出したにもかかわらず、大橋巨泉と一緒に反対票を投じたため、党から「厳重注意」を受けた[26]。
- 2016年3月29日、平和安全法制での採決の際には、ピンクの鉢巻き姿で表れ法案に反対した[27]。

### 慰安婦問題
- 2004年3月18日の内閣委員会で、サンフランシスコ平和条約や日韓基本条約の交渉において、慰安婦の存在を政府が認識していなかったことを糾弾し、慰安婦を称する女性たちが求める法的解決を実現するように求めた[28]。
- 2005年2月28日、民主党などの戦時性的強制被害者問題解決促進法の提出後の記者会見に参加。慰安婦を称する女性たちが高齢化している現状を指摘し、内閣委員会での一刻も早い積極的な審議を求めた[29]。
- 神本美恵子は2008年1月8日にマイク・ホンダが来日したとき、江田五月・紙智子・水岡俊一・仁比聡平と一緒にホンダが慰安婦問題に関して日本政府に公式な謝罪を要求するアメリカ合衆国下院121号決議の提出を主導し、下院で議決させたことに対し、謝意を表明した。これに対しホンダは「従軍慰安婦の問題で日本人に罪を認めさせるのは、とても難しい課題だが、みなさんとセイムなハート（同じ気持ち）だ」と応じた。
- 2008年6月10日、戦時性的強制被害者問題解決促進法案を参議院へ提出[30]。
- 2013年12月18日、「未来に向けて戦後補償を考える議員連盟」の韓国訪問団の副団長として韓国を訪問（団長は江田五月）。韓国女性家族部の趙允旋（チョ・ユンソン）長官と面会し、慰安婦問題について協議した。
- 2013年12月18日～20日 戦後補償を考える議員連盟の事務局長として岡崎トミ子らと訪韓。韓国女性家族部の趙允旋（チョ・ユンソン）長官と面談し、「河野談話」「村山談話」には根拠があるとの見方を提示した[23][24]。

## 所属団体・議員連盟
- 日本民主教育政治連盟（日政連）
- 在日韓国人をはじめとする永住外国人住民の法的地位向上を推進する議員連盟
- 戦後補償を考える議員連盟（事務局長）[23][24][25]
- インクルーシブ教育を推進する議員連盟（事務局長）
- 政治分野における女性の参画と活躍を推進する議員連盟（副会長）[31]

## 役職
参議院
- 文教科学委員会・理事[1]
- 行政監視委員会・委員[1]
- 東日本大震災復興及び原子力問題特別委員会・委員[1]

民主党
- 民主党副代表[1]
- 民主党男女共同参画推進本部長[1]
- 民主党新緑風会副会長[1]
- 参議院比例区第31総支部代表[1]

## 著書
- 「詳解 改正DV防止法」福島みずほ (監修)・南野知恵子・ 山本香苗・神本美恵子・吉川春子・ぎょうせい、2005年。ISBN: 978-4324075883。